# Metynnis altidorsalis
A Metynnis altidorsalis a sugarasúszójú halak (Actinopterygii) osztályának pontylazacalakúak (Characiformes) rendjébe, ezen belül a pontylazacfélék (Characidae) családjába tartozó faj.

## Előfordulása
A Metynnis altidorsalis előfordulási területe Dél-Amerika északi részén, valamint a Guyanai-hegyvidék keleti részéből eredő folyókban van.

## Megjelenése
Ez a hal legfeljebb 11,2 centiméter hosszú.

## Életmódja
Trópusi és édesvízi hal, amely a nyíltabb vizeket kedveli.